# Ofensiva de Meuse-Argonne
La Ofensiva de Meuse-Argonne fue la ofensiva final de la Primera Guerra Mundial, siendo la mayor operación y victoria de la Fuerza Expedicionaria Estadounidense (AEF) en esa guerra. La ofensiva tuvo lugar en el sector de Verdún, inmediatamente al norte y noroeste de la ciudad de Verdún, entre los días 26 de septiembre y 11 de noviembre de 1918. Fue desarrollada como parte de la ofensiva del mariscal Ferdinand Foch denominada Grand Offensive, que incluía ataques del AEF y del Cuarto Ejército Francés el día 26 de septiembre, del Cuarto Ejército Británico el 27 de septiembre, y de otras tropas británicas y belgas sobre Ypres el 28 de septiembre. Estas operaciones permitieron un avance general aliado sobre gran parte del Frente occidental, resultando en la derrota del Ejército alemán y la firma del armisticio del 11 de noviembre que puso fin a las hostilidades entre los Imperios Centrales y los Aliados.

## Batalla
A las 5:30 de la mañana del 26 de septiembre de 1918, después de un bombardeo de seis horas durante la noche anterior, más de 700 tanques aliados, seguidos de cerca por tropas de infantería, avanzan contra las posiciones alemanas en el bosque de Argonne y a lo largo del río Meuse.
Sobre la base del éxito de las ofensivas aliadas anteriores en Amiens y Albert durante el verano de 1918, la ofensiva Meuse-Argonne, llevada a cabo por 37 divisiones francesas y estadounidenses, fue aún más ambiciosa. Con el objetivo de aislar a todo el 2º ejército alemán, el comandante supremo aliado Ferdinand Foch ordenó al general John J. Pershing que tomara el mando general de la ofensiva. La Fuerza Expedicionaria Estadounidense de Pershing (AEF) iba a desempeñar el papel principal de ataque, en lo que sería la ofensiva estadounidense más grande de la Primera Guerra Mundial.
Después de que unos 400.000 soldados estadounidenses fueron trasladados con dificultad a la región a raíz del ataque dirigido por Estados Unidos en St. Mihiel, lanzado tan solo 10 días antes, comenzó la ofensiva Meuse-Argonne. El bombardeo preliminar, que utilizó unos 800 proyectiles de gas mostaza y fosgeno, mató a 278 soldados alemanes e incapacitó a más de 10 000. El avance de la infantería comenzó a la mañana siguiente, apoyado por una batería de tanques y unos 500 aviones del Servicio Aéreo de Estados Unidos.
A la mañana del día siguiente, los aliados habían capturado a más de 23.000 prisioneros alemanes; al anochecer, habían tomado 10 000 más. Sin embargo, los alemanes continuaron luchando, oponiendo una dura resistencia que finalmente obligó a los aliados a conformarse con muchas menos ganancias de las que esperaban.
Pershing suspendió la ofensiva Meuse-Argonne el 30 de septiembre; se reanudó nuevamente solo cuatro días después, el 4 de octubre. Las tropas alemanas resistieron un mes más, antes de comenzar su retirada final. Los refuerzos estadounidenses que llegaron tuvieron tiempo de avanzar unos 32 kilómetros antes de que se anunciara el armisticio general el 11 de noviembre, que puso fin a la Primera Guerra Mundial.

## Galería

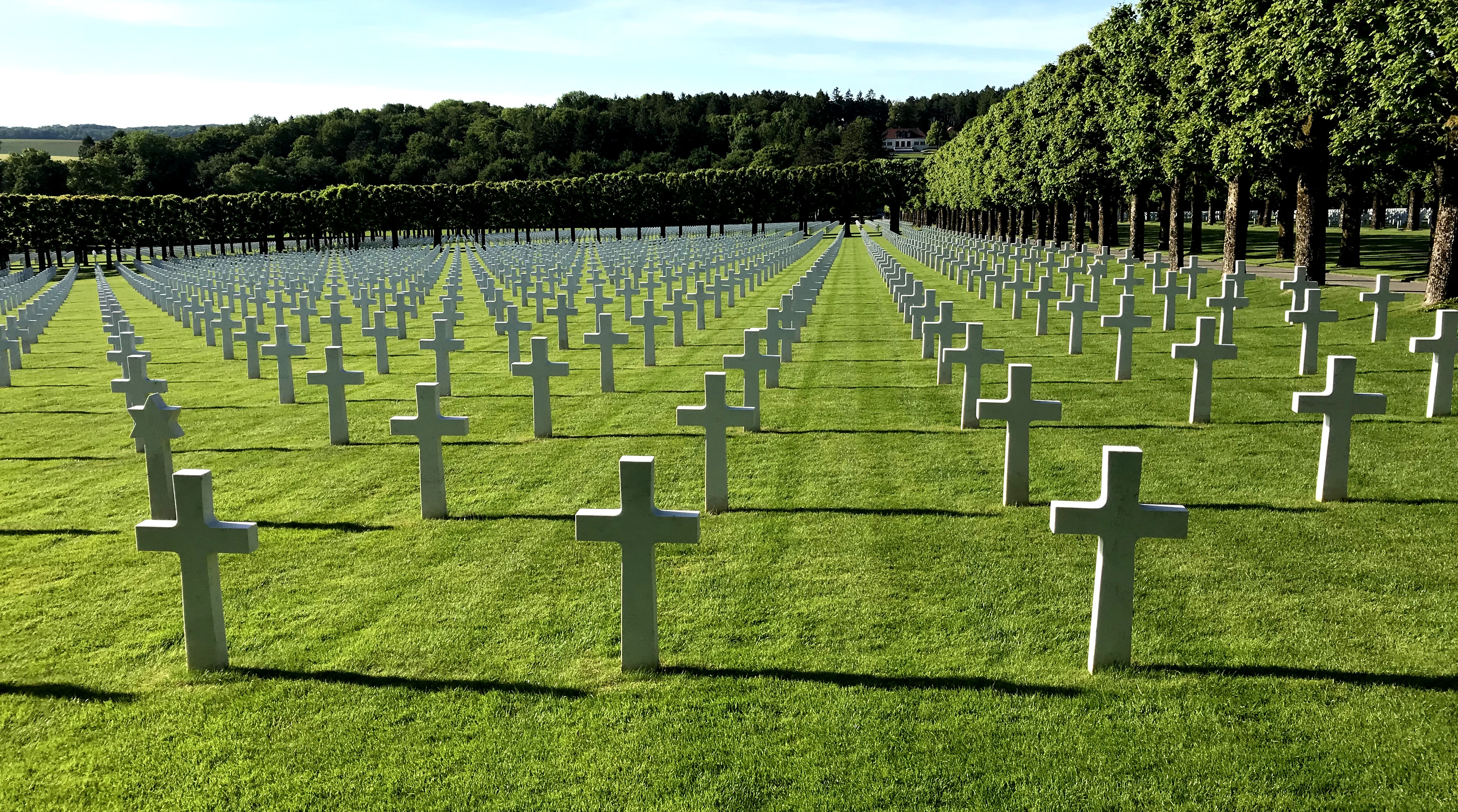
Cementerio de la batalla de Meuse-Argonne
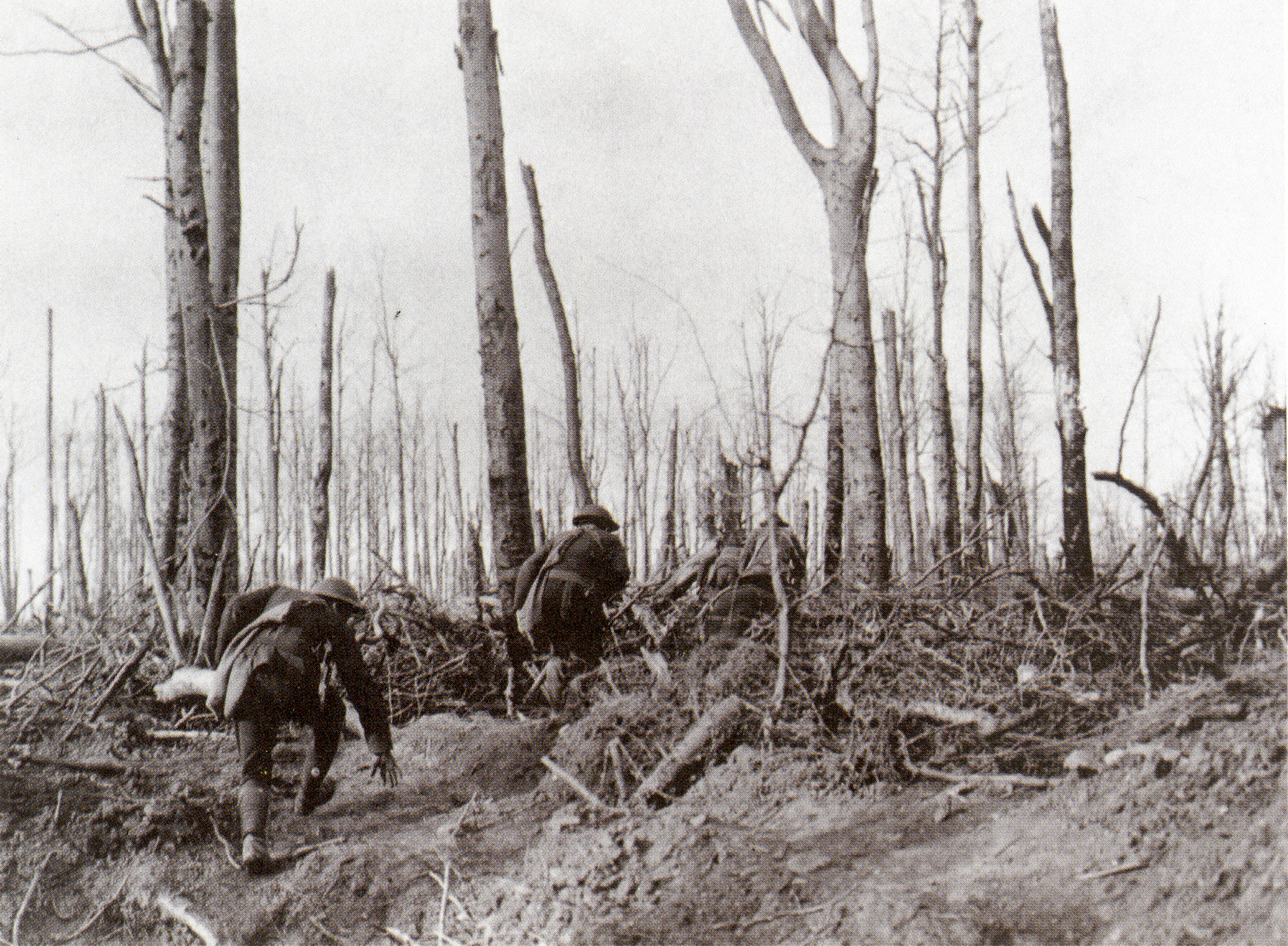
Marines estadounidenses durante la batalla.
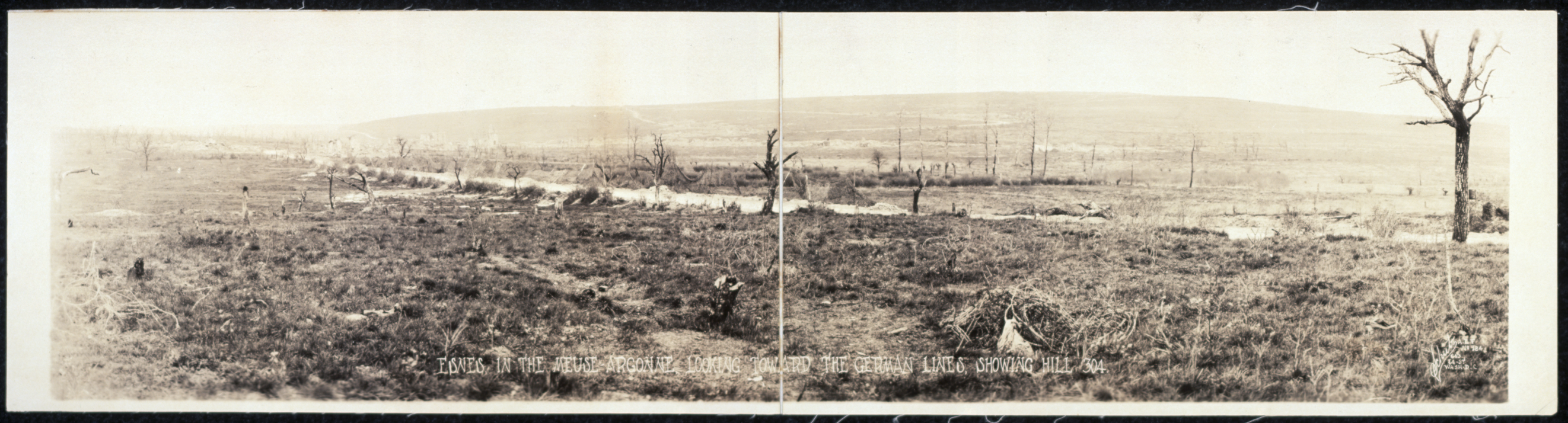
Panorama de la tierra de nadie, mirando hacia las líneas alemanas.